# تصفيات بطولة أمم أوروبا 2024 المجموعة العاشرة
المجموعة ي من تصفيات بطولة أمم أوروبا 2024 هي واحدة من المجموعات العشر التي تحدد الفرق التي ستتأهل لنهائيات بطولة أمم أوروبا 2024 في ألمانيا. وتتكون المجموعة العاشرة من ستة فرق: البوسنة والهرسك، وآيسلندا، وليختنشتاين، ولوكسمبورغ، والبرتغال، وسلوفاكيا. ستلعب الفرق ضد بعضها البعض ذهابًا وإيابًا بنظام الدوري.

## وصلات خارجية
- UEFA Euro 2024, UEFA.com
- European Qualifiers, UEFA.com